# Phylloscopus trochilus
Phylloscopus trochilus là một loài chim trong họ Phylloscopidae.